# 杜克·史奈德
艾德溫·唐納·「杜克」·史奈德（英語：Edwin Donald "Duke" Snider，1926年9月19日—2011年2月27日），綽號「銀狐」、「夫拉特布希公爵」，為美國職棒大聯盟的中外野手。生涯前期與中期皆效力於道奇，後期則是待過大都會與巨人兩隊。
史奈德生涯入選過8次明星賽，1955年在國聯MVP票選拿下第二名。他在道奇隊16個球季，幫助球隊拿下6次國聯冠軍，2次世界大賽冠軍。1980年，史奈德入選名人堂。

## 大聯盟生涯
1947年春訓結束後，史奈德獲得升上大聯盟的機會。他於4月17日登上大聯盟，並且在該場比賽擊出大聯盟首安。這一年也是大聯盟史上第一位黑人球員—傑基·羅賓森升上大聯盟的一年，而史奈德也與羅賓森一同出賽39場比賽，最後兩人也成為了好友。球季中，史奈德一度被下放小聯盟。不過他有跟著道奇打世界大賽，最後道奇3勝4敗不敵洋基。
1948年球季，史奈德待在3A。而他在3A的打擊率高達3成27，他也因此升上大聯盟，並出賽了53場比賽，打擊率2成44。1949年，他的打擊率上升至2成92，23轟92分打點，並幫助球隊再度打進世界大賽。他也是在此時得到了「夫拉特布希公爵」這個外號。
1950年，他的打擊率為3成21。不過到了1951年，他的打擊率下滑至2成77。而道奇隊在8月中原本在國聯龍頭擁有13場勝差，最後卻打成與巨人平手。後來兩隊加賽，道奇被巨人隊的巴比·湯森擊出再見全壘打無緣進軍世界大賽。史奈德也被當地報紙報導認為是無法讓道奇隊晉級世界大賽的戰犯。
1953年至1956年期間，史奈德平均可以擊出42轟，打擊率3成20，124分打點與123分得分。他也讓道奇隊在1949年、1952年、1953年、1955年、1956年與1959年打進世界大賽，其中拿下2次世界大賽冠軍。
1958年，道奇隊搬遷至洛杉磯。由於新球場的全壘打牆遠達440英尺(約134公尺)，因此史奈德在該年僅敲出15轟。1959年，道奇隊拿下搬遷至洛杉磯的首冠。這一年史奈德的打擊率為3成08，23轟88分打點。1961年，由於傷病問題，因此史奈德的出賽時間大幅降低。
1962年球季結束時，道奇與巨人再度打成平手。兩隊在延長加賽打到第9局時，道奇以4比2領先。而據說史奈德和三壘指導教練里歐·德羅許爾曾建議總教練讓該季拿下25勝9敗的投手唐·德萊斯戴爾登板，然而總教練卻讓另一名投手Stan Williams登板，結果道奇最後以4比6輸球。史奈德甚至在球季結束後被交易到大都會隊。
加入大都會隊後，史奈德一度改穿11號，因為原本在道奇隊穿的4號被Charlie Neal穿著。後來Neal被交易，史奈德改穿4號背號。1963年4月16日，史奈德擊出生涯第2000支安打。6月14日，史奈德擊出生涯第400轟。這一年他成功入選明星賽。該年他在大都會隊出賽129場比賽，打擊率2成43，14轟45分打點。球季結束後，史奈德也希望可以到一支有競爭力的隊伍。畢竟當時大都會才成軍2年，戰績還沒有特別好。
1964年球季，史奈德被交易至巨人隊。由於巨人隊已將密爾·歐特的4號給退休，所以史奈德只能選擇28號。這一年他出賽91場比賽，打擊率2成10，4轟17分打點。這一年他完全沒有敲出任何一支三壘安打，球季結束後，史奈德選擇退休。

### 1955年國聯MVP票選爭議
1955年的MVP票選，史奈德拿下第二名。他以5票之差輸給了隊友羅伊·坎潘奈拉。據信是因為有一位住院的作家將第一名的票投給坎潘奈拉，並將史奈德投給較低的名次。由於遲遲得不到該作家的表態，因此全美棒球記者協會原本不打算計算該名作家的票。但是最後該名作家的票被協會所承認，因此經過加權計算，原本領先的史奈德最後票數遭到逆轉。
不過有另一位運動專刊作家反對此說法，他認為是因為有人在投票時寫了兩次坎潘奈拉的名字。所以造成史奈德票數較低的原因。
不過史奈德最後贏得了由Sporting News公布的國聯MVP獎，以及Sid Mercer獎(此獎是由全美棒球記者協會紐約分部選出該年表現最佳的象徵性球員)。

#### 球員數據
| 1955年          | 出賽場次 | 打席    | 打數    | 得分   | 安打    | 二安  | 三安 | 全壘打 | 打點    | 盜壘 | 保送   | 三振  | 上壘率    | 長打率    | 打擊率    | 守備率    |
| 坎潘奈拉 史奈德 | 123 148  | 522 653 | 446 538 | 81 126 | 142 166 | 20 34 | 1 6  | 32 42  | 107 136 | 2 9  | 56 104 | 41 87 | .395 .418 | .583 .628 | .318 .309 | .992 .989 |

## 晚年
退休後，史奈德也常常在電影中亮相，他常常扮演自己或是其他職棒球員。1995年，他與巨人隊名人堂球員威利·麥考維因為逃稅被罰錢。
1980年，史奈德入選名人堂。1999年，在The Sporting News評選的百大傑出棒球員中，史奈德排名第84名。此外，他還一度被提名至美國職棒大聯盟世紀球隊中。
2011年2月27日，史奈德因病於加州過世，享年84歲。他是1955年道奇隊的奪冠班底之中，倒數第二位去世的球員 （嚴格來說，1955年還是新秀的柯法斯在史奈德過世時仍然在世，不過他整個世界大賽都沒有上場）。

## 榮譽
- 入選全明星賽(1950–56,1963)
- 國聯MVP票選第二名(1955)
- 國聯全壘打王(1956)
- 國聯打點王(1955)
- 世界大賽冠軍(1955,1959)
- 隊史全壘打、打點、三振與長打紀錄保持人
- 隊史紀錄單季26次故意保送(1956)
- 唯一一位在兩年不同的世界大賽敲出至少4支全壘打的球員(1952,1955)
- 與Gil Hodges成為1950年代唯二達成1000分打點的球員
- 生涯面對Robin Roberts擊出19支全壘打，為單一打者面對單一投手的最多全壘打紀錄[13]

## 外部連結
- 球員資訊和成績在MLB，ESPN，Baseball-Reference，Fangraphs（英文）
- Snider 杜克·史奈德在台灣棒球維基館上的頁面（繁體中文）